# Région urbaine de Katowice

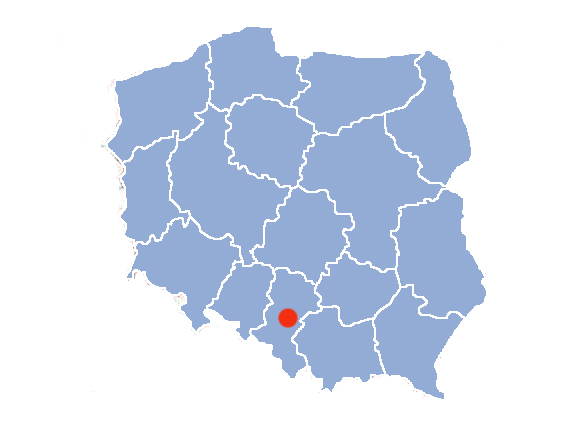
La conurbation sur la carte de la Pologne.

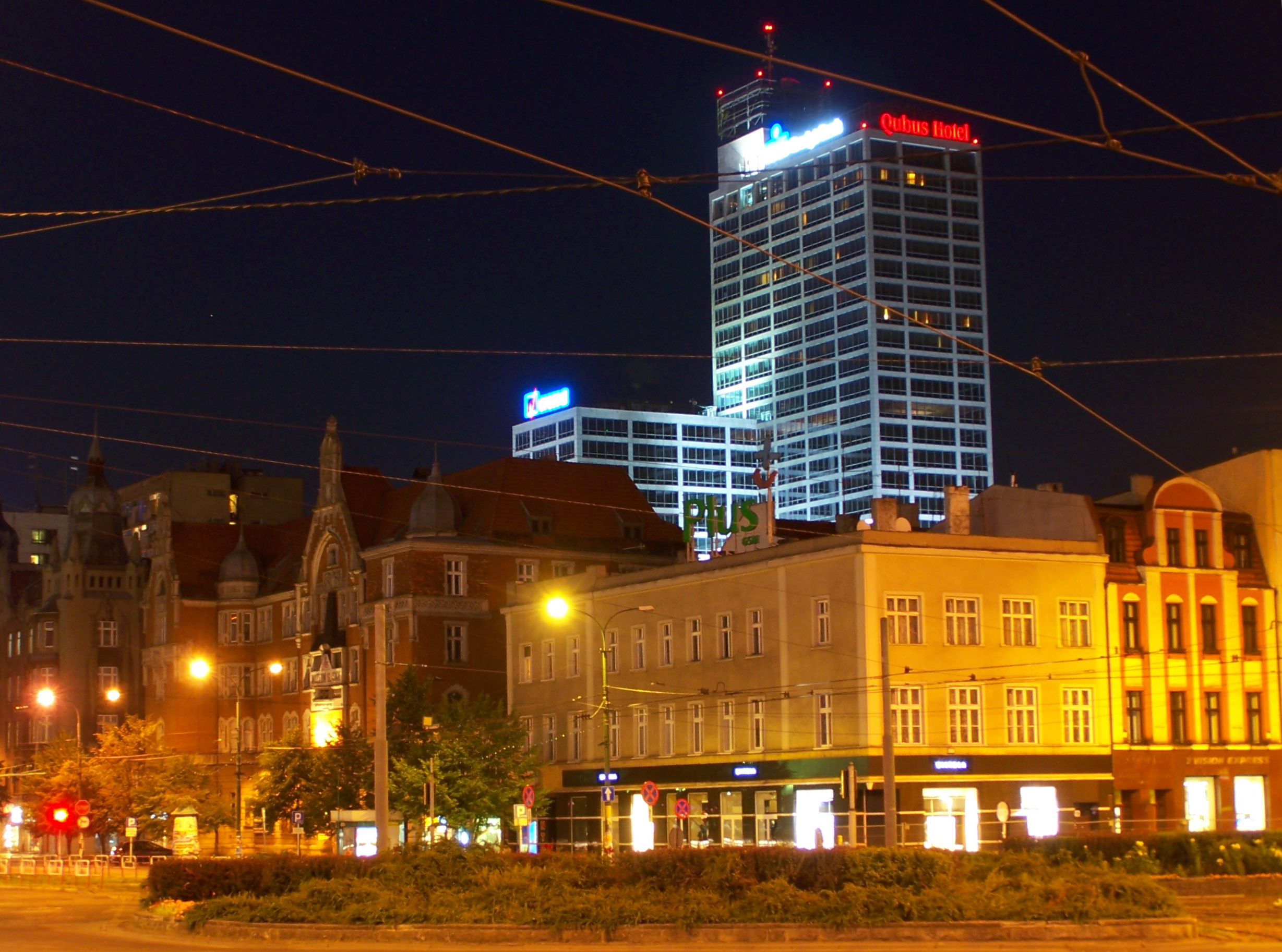
Katowice

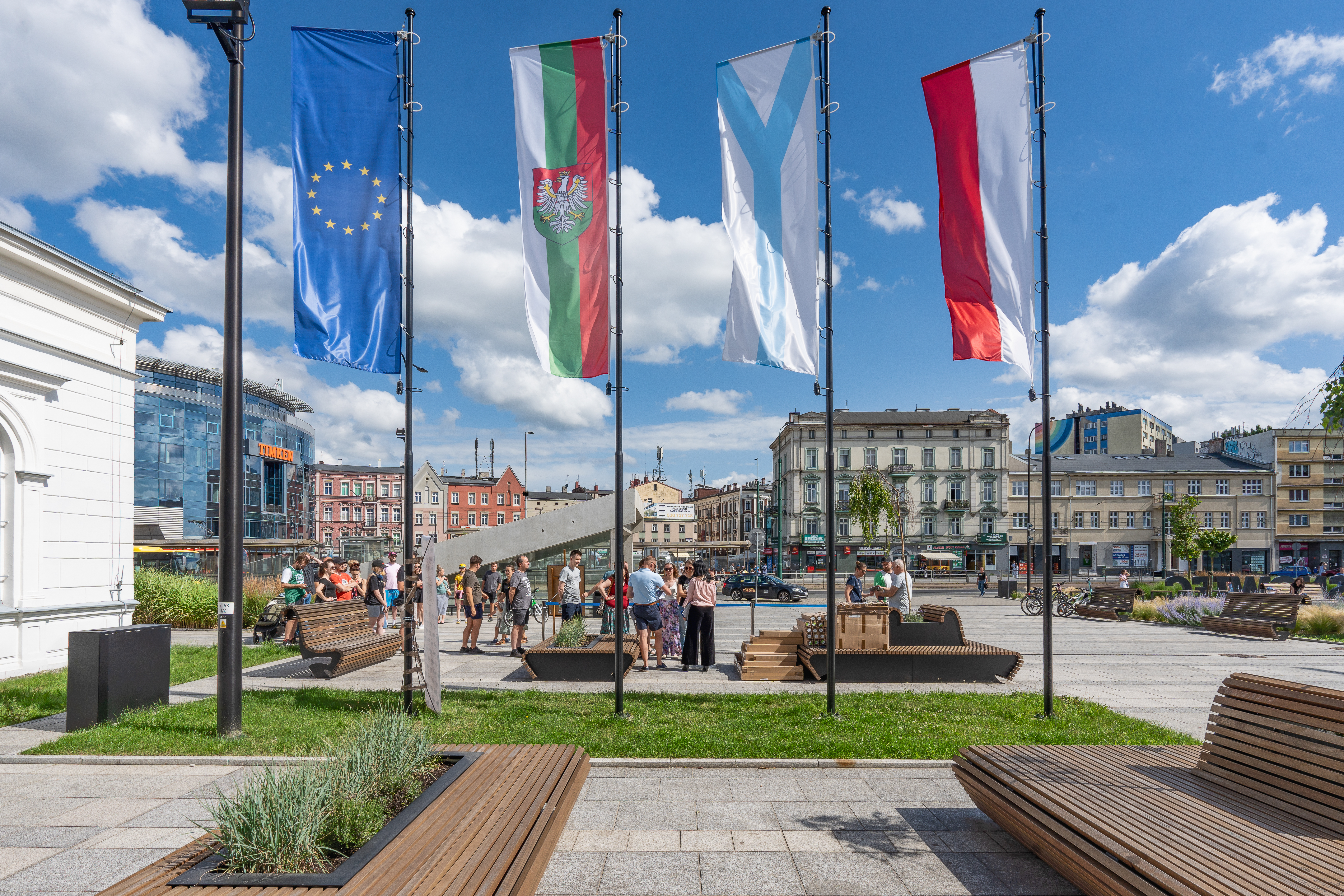
Sosnowiec

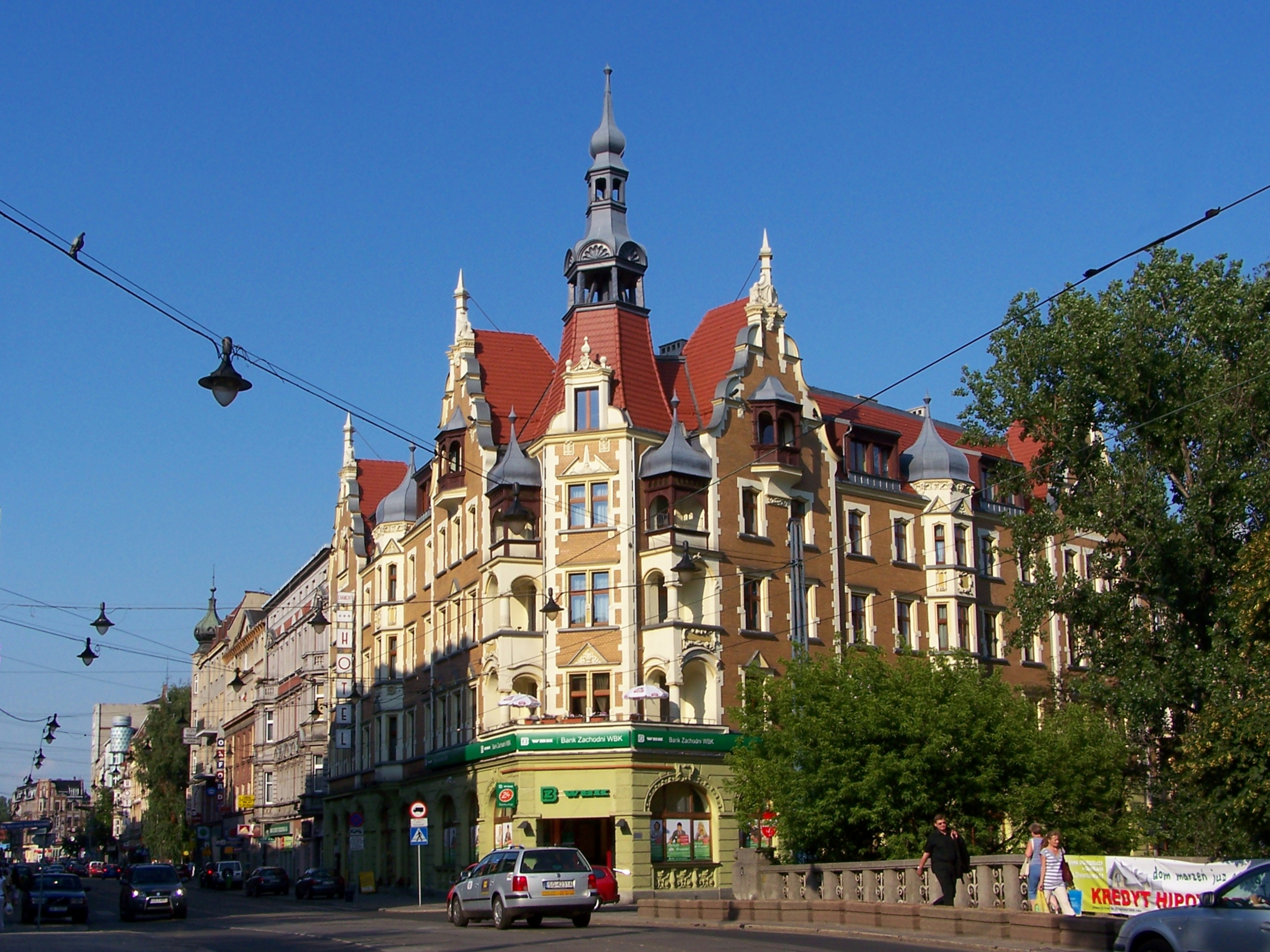
Gliwice

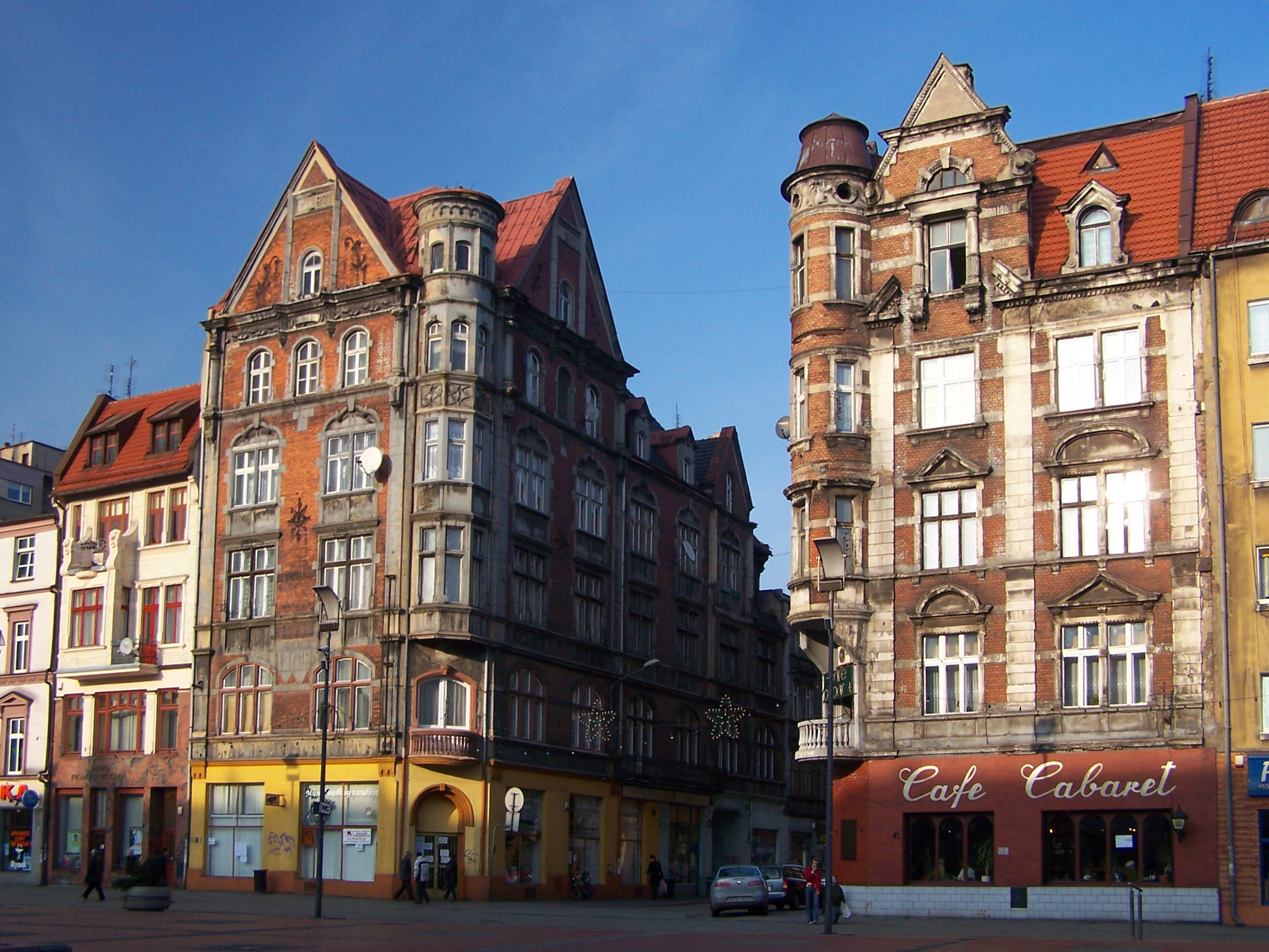
Bytom

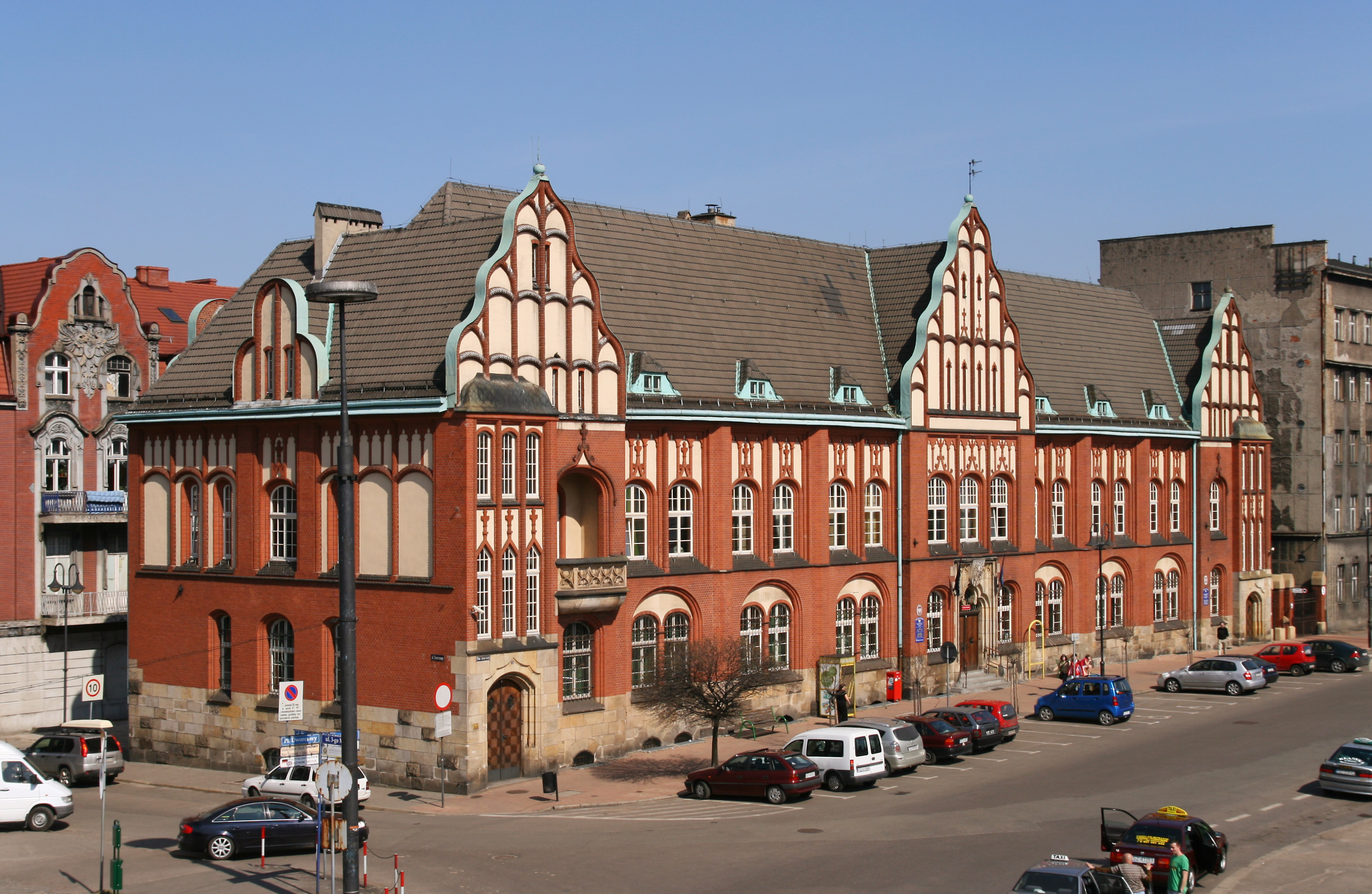
Zabrze – poste centrale

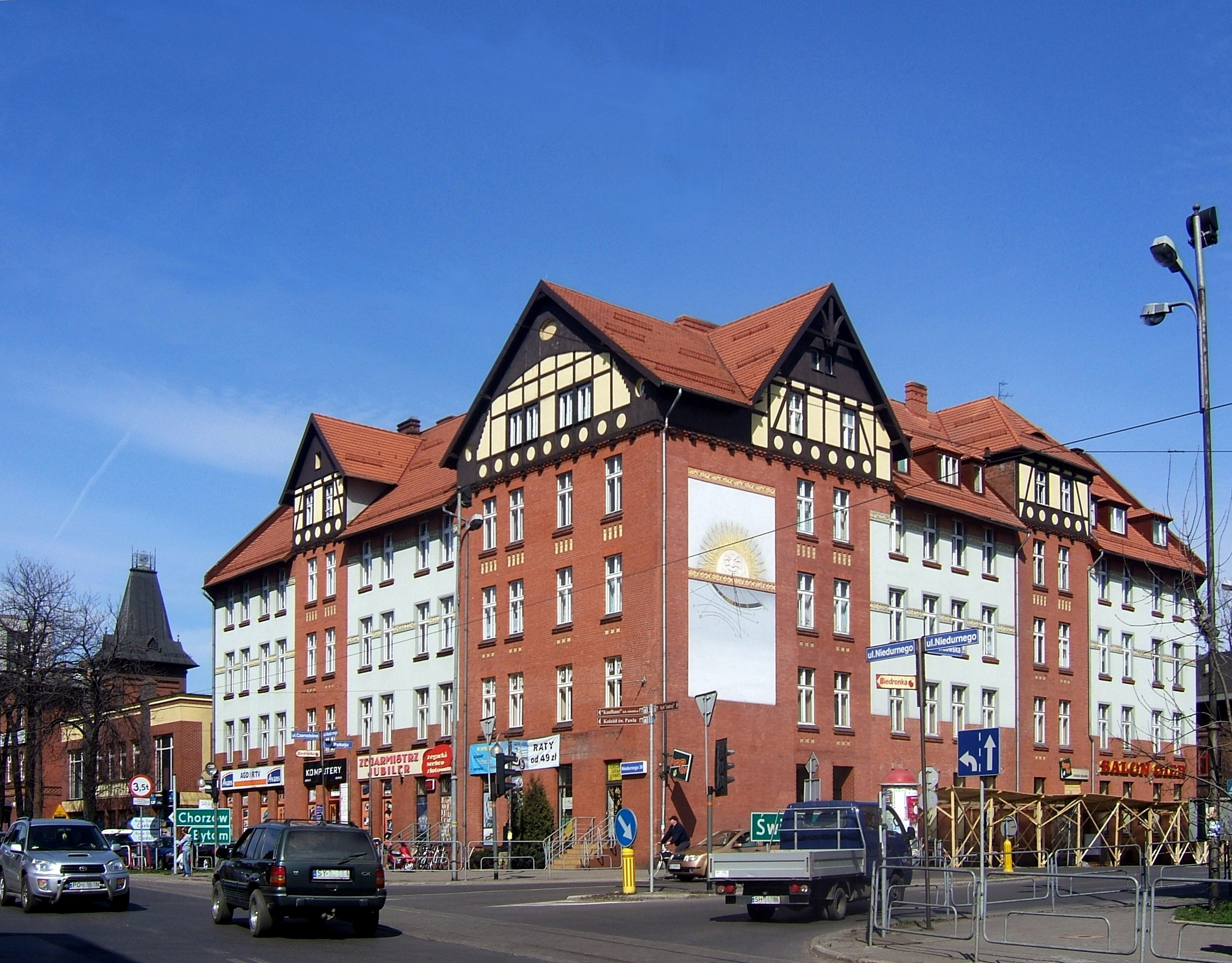
Ruda Śląska

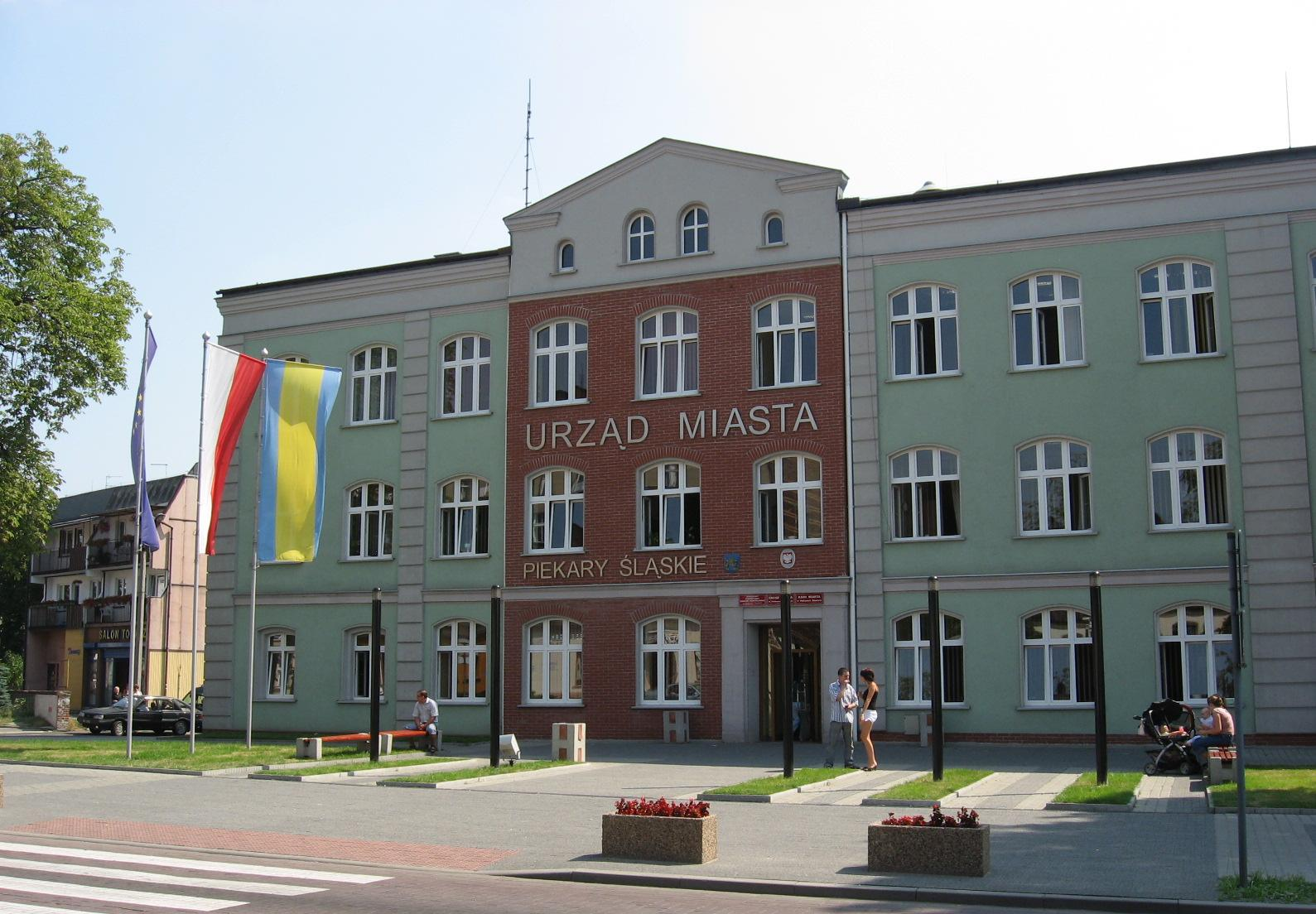
mairie de Piekary Śląskie

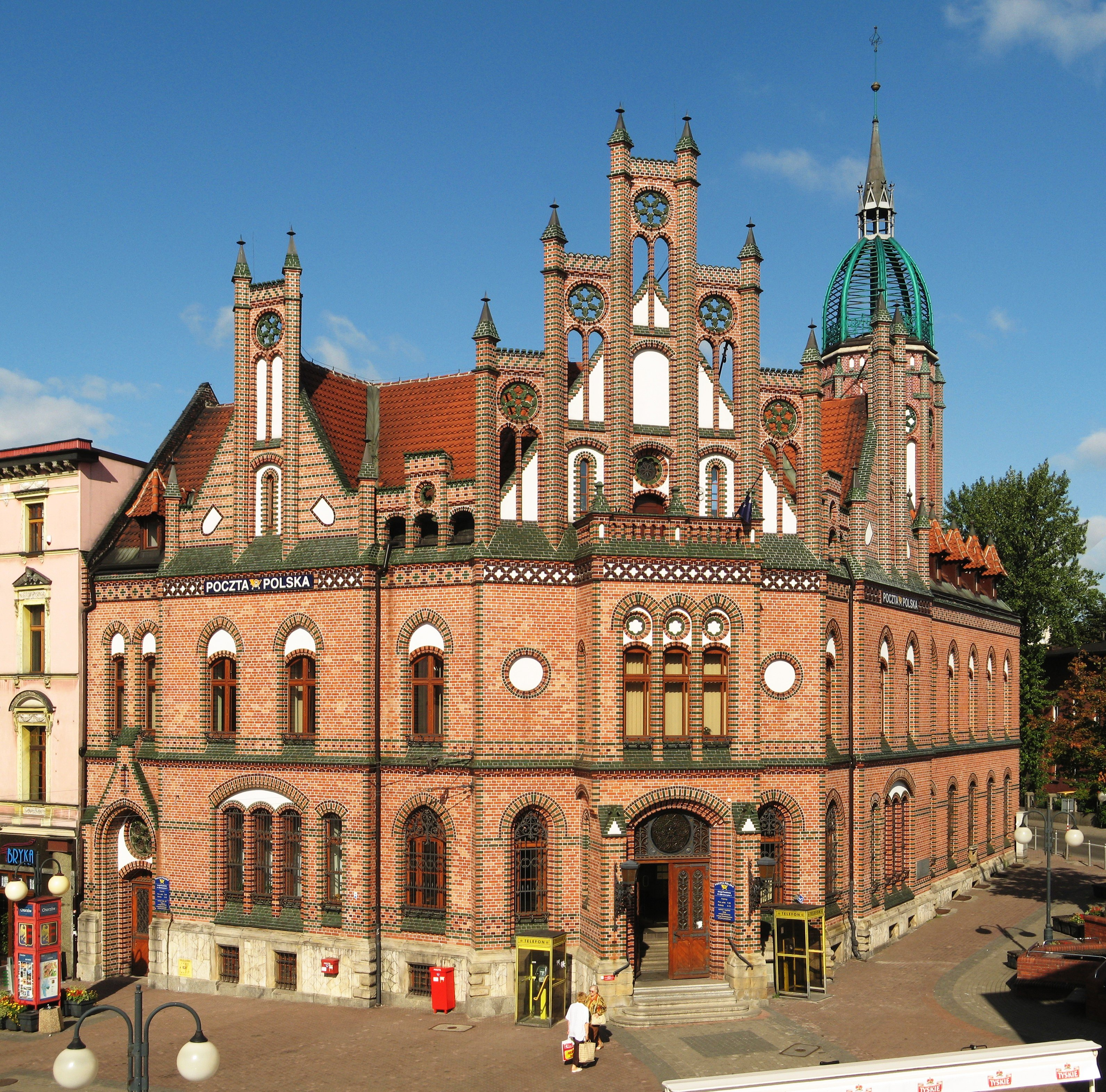
bureau de poste à Chorzów

La Région urbaine de Katowice est une conurbation située en Silésie, Pologne. Elle est fréquemment désignée sous l'acronyme « GOP » en polonais : Górnośląski Okręg Przemysłowy (« Région industrielle de Haute-Silésie »).
C'est la principale région industrielle de Pologne et l'une des plus importantes conurbations d'Europe. Composée d'une vingtaine de villes, auxquelles s'ajoutent plusieurs petites communes, elle s'organise autour de Katowice et s'étend sur une trentaine de kilomètres dans toutes les directions : à l'ouest jusqu'à Gliwice et Tarnowskie Góry, à l'est jusqu'à Dąbrowa Górnicza et Oświęcim (situé dans la voïvodie de Petite-Pologne voisine). Outre Katowice, elle comprend notamment quatre villes principales de plus de 150 000 habitants : Sosnowiec, Bytom, Zabrze et Gliwice.
La population de la GOP est, selon les statistiques officielles polonaises, de 2 646 851 habitants en 2010 pour une superficie de 3 360 km2 (espaces forestiers inclus). Eurostat considère une zone un peu plus large pour définir la « zone urbaine élargie » de Katowice et donnait le chiffre de 2 710 000 habitants en 2004. Le chiffre de 5 294 000 habitants, parfois avancé, correspond au bassin économique de la Silésie au sens large, qui s'étend plus au sud et qui comprend, outre la région industrielle de Haute-Silésie dont il est ici question, l'agglomération d'Ostrava, en Tchéquie voisine.

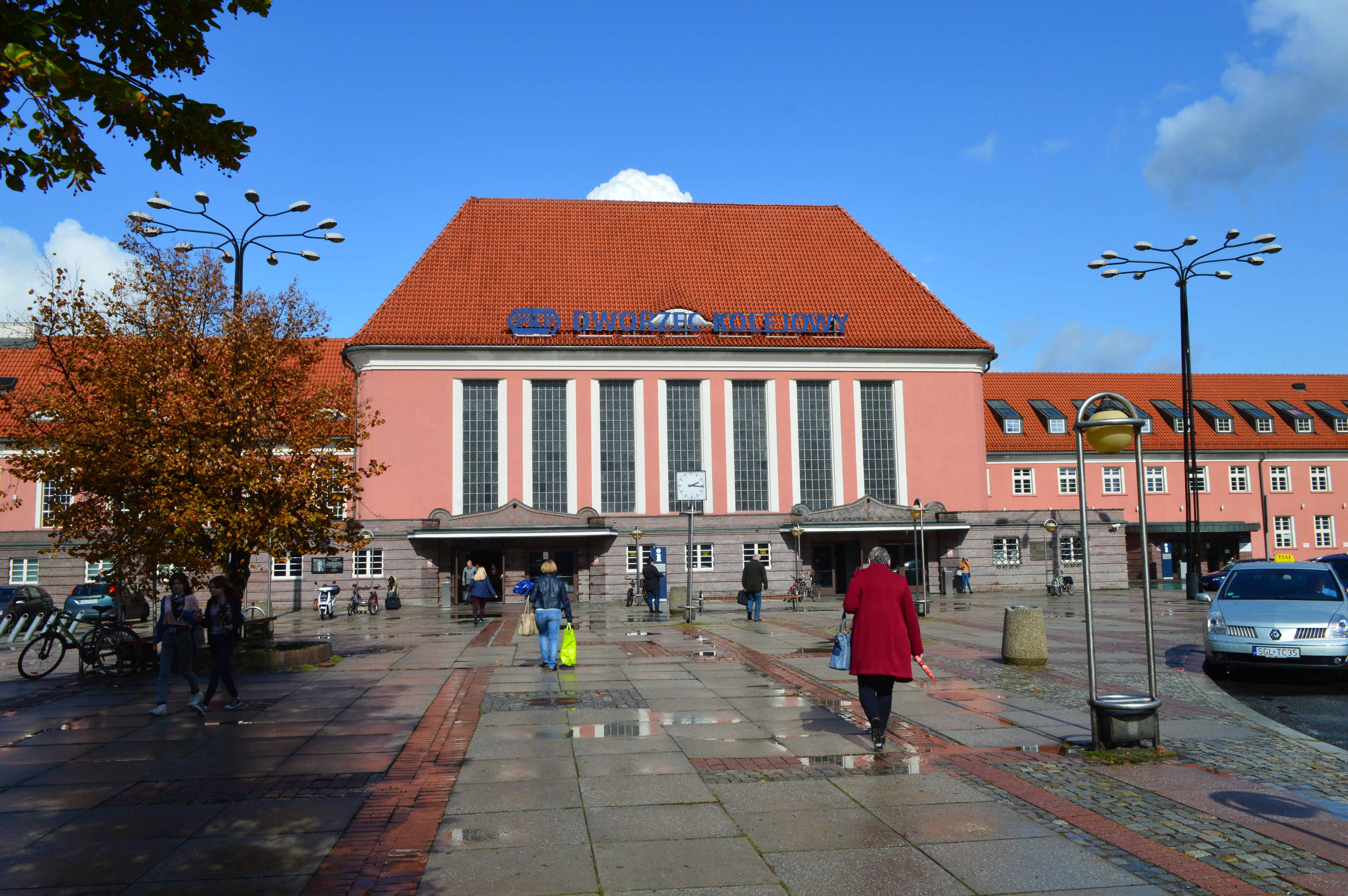
Gare ferroviaire de Gliwice, deuxième plus grande gare ferroviaire de l'agglomération de Haute-Silésie.

## Les villes membres de l'agglomération «Région industrielle de Haute-Silésie»
| Cl. | Ville ou Powiat           | Population | Superficie   | Densité de population |
| --- | ------------------------- | ---------- | ------------ | --------------------- |
| 1   | Katowice                  | 309 621    | 164,67 km2   | 1 880,25 hab./km2     |
| 2   | Sosnowiec                 | 221 775    | 91,26 km2    | 2 446,68 hab./km2     |
| 3   | Gliwice                   | 196 968    | 134,2 km2    | 1 474,47 hab./km2     |
| 4   | Bytom                     | 182 328    | 69,32 km2    | 2 630,23 hab./km2     |
| 5   | Zabrze                    | 176 140    | 80,47 km2    | 2 188,89 hab./km2     |
| 6   | Powiat de Będzin          | 150 951    | 368,02 km2   | 410,37 hab./km2       |
| 7   | Ruda Śląska               | 143 394    | 77,7 km2     | 1 845,48 hab./km2     |
| 8   | Powiat de Tarnowskie Góry | 137 646    | 642,63 km2   | 214,43 hab./km2       |
| 9   | Tychy                     | 129 449    | 82,63 km2    | 1 566,61 hab./km2     |
| 10  | Dąbrowa Górnicza          | 127 686    | 188 km2      | 679,18 hab./km2       |
| 11  | Powiat de Gliwice         | 114 066    | 663,35 km2   | 172,92 hab./km2       |
| 12  | Chorzów                   | 113 007    | 33,5 km2     | 3 373,34 hab./km2     |
| 13  | Jaworzno                  | 95 036     | 152,2 km2    | 624,41 hab./km2       |
| 14  | Powiat de Mikołów         | 91 866     | 231,53 km2   | 394,58 hab./km2       |
| 15  | Mysłowice                 | 74 893     | 66 km2       | 1 134,74 hab./km2     |
| 16  | Siemianowice Śląskie      | 70 712     | 25,5 km2     | 2 809,53 hab./km2     |
| 17  | Piekary Śląskie           | 58 519     | 39,98 km2    | 1 472,18 hab./km2     |
| 18  | Powiat de Bieruń-Lędziny  | 56 345     | 156,68 km2   | 358,00 hab./km2       |
| 19  | Świętochłowice            | 54 091     | 13,22 km2    | 4 084,1 hab./km2      |
| 20  | Chrzanów                  | 50 166     | 79,33 km2    | 632,37 hab./km2       |
| 21  | Oświęcim                  | 40 292     | 30,3 km2     | 1 343,1 hab./km2      |
| 22  | Trzebinia                 | 20 373     | 31,3 km2     | 650,89 hab./km2       |
| 23  | Libiąż                    | 17 671     | 35,88 km2    | 492,50 hab./km2       |
| 24  | Łazy                      | 15 077     | 132,56 km2   | 121,28 hab./km2       |
| 25  | Chełmek                   | 12 877     | 27,24 km2    | 472,72 hab./km2       |
| 26  | Bukowno                   | 10 765     | 63,42 km2    | 169,74 hab./km2       |
| 27  | Bolesław                  | 7 842      | 41,42 km2    | 189,33 hab./km2       |
|     | Total                     | 2 646 851  | 3 359,74 km2 | 787,81 hab./km2       |

- Note : les superficies indiquées comprennent aussi les parties boisées